# Großer Preis von Abu Dhabi 2014
Der Große Preis von Abu Dhabi 2014 (offiziell 2014 Formula 1 Etihad Airways Abu Dhabi Grand Prix) fand am 23. November auf dem Yas Marina Circuit auf der Yas-Insel statt und war das 19. und letzte Rennen der Formel-1-Weltmeisterschaft 2014.

## Berichte

### Hintergrund
Nach dem Großen Preis von Brasilien führte Lewis Hamilton in der Fahrerwertung mit 17 Punkten vor Nico Rosberg und 120 Punkten vor Daniel Ricciardo. Damit hatten nur noch Hamilton und Rosberg Chancen auf den Fahrertitel. In der Konstrukteurswertung führte Mercedes uneinholbar mit 278 Punkten vor Red Bull-Renault und mit 397 Punkten vor Williams.
Nachdem Caterham die beiden Rennen nach dem Großen Preis von Russland aufgrund einer Insolvenz hatte auslassen müssen, trat das Team nach einem erfolgreichen Crowdfunding, bei dem rund zwei Millionen britische Pfund zusammenkamen, bei diesem Rennen wieder an. Marcus Ericsson, der alle 16 Rennen der Saison, bei denen das Team antrat, als Pilot bei Caterham bestritten hatte, löste seinen Vertrag mit dem Team vor dem Rennen auf. Der freigewordene Platz wurde André Lotterer angeboten, der beim Großen Preis von Belgien für ein Rennen das Cockpit von Kamui Kobayashi übernommen hatte, dieser lehnte das Angebot jedoch ab. Schließlich übernahm Will Stevens den zweiten Caterham. Stevens gab damit sein Formel-1-Debüt. Er war zuvor für Strakka Racing in der Formel Renault 3.5 aktiv und gehörte dem Förderprogramm von Caterham an. In dieser Funktion hatte er im Vorfeld schon Formel-1-Testfahrten und Simulatorarbeit für das Team absolviert und war aus diesem Grund auch im Besitz einer Superlizenz.
In Anlehnung an die Entwicklung bei Caterham versuchte auch der Insolvenzverwalter des ebenfalls zahlungsunfähigen Marussia-Teams, das Team bei diesem Rennen an den Start zu bringen. Der sehr kurzfristig angelegte Versuch, der erst am Mittwoch vor dem Rennen bekannt wurde, scheiterte jedoch noch am gleichen Tag, nachdem es dem Insolvenzverwalter – anders als bei Caterham – nicht gelungen war, die für eine Reise nach Abu Dhabi erforderlichen Mittel zu beschaffen.
Beim Großen Preis von Abu Dhabi stellte Pirelli den Fahrern die Reifenmischungen P Zero Soft (gelb) und P Zero Supersoft (rot) sowie für Nässe Cinturato Intermediates (grün) und Cinturato Full-Wets (blau) zur Verfügung.
Es wurden seit dem letzten Rennen keine anderen Veränderungen an der Strecke vorgenommen. Wie in der Vergangenheit, gab es zwei DRS-Zonen auf dem Kurs. Die erste Zone begann 390 Meter nach Kurve 7, der Messpunkt befand sich 40 Meter vor der Kurve. Der zweite Messpunkt lag 50 Meter nach Kurve 9, die Zone begann in Kurve 10.
Pastor Maldonado (fünf), Kevin Magnussen (vier), Jean-Éric Vergne (drei), Valtteri Bottas, Romain Grosjean, Sergio Pérez, Adrian Sutil (jeweils zwei) und Esteban Gutiérrez (einer) gingen mit Strafpunkten ins Rennwochenende.
Vergne, Sutil und Kobayashi bestritten ihren letzten Grand Prix.
Mit Sebastian Vettel (dreimal), Hamilton und Kimi Räikkönen (jeweils einmal) traten alle drei bisherigen Sieger zu diesem Rennen an.
Als Rennkommissare fungierten Khaled Bin Shaiban (ARE), Paul Gutjahr (CHE), Steve Stringwell (GBR) und Danny Sullivan.

### Training
Im ersten freien Training erzielte Hamilton die Bestzeit vor Rosberg und Fernando Alonso. In diesem Training kamen mit Adderly Fong, Esteban Ocon und Stevens drei Fahrer erstmals bei einem Formel-1-Wochenende zum Einsatz: Stevens als Caterham-Einsatzpilot für das gesamte Wochenende, Ocon übernahm den Lotus von Maldonado und Fong den Sauber von Sutil für das erste freie Training. Stevens fuhr erst am Ende des Trainings gezeitete Runden, nachdem sein Feuerlöscher nach der Installationsrunde ausgelöst wurde und das Fahrzeug gereinigt wurde. Im zweiten freien Training blieb Hamilton vor Rosberg. Magnussen wurde Dritter. Alonso setzte keine Zeit, da er zu Beginn des Trainings mit einem technischen Defekt ausgefallen war.
Im dritten freien Training übernahm Rosberg die Führung vor Hamilton. Massa erreichte den dritten Platz mit einer Sekunde Rückstand auf den Führenden.

### Qualifying
Aufgrund der höheren Teilnehmerzahl im Vergleich zu den beiden vorangegangenen Rennen wurde das Qualifyingformat leicht modifiziert. Es bestand aus drei Teilen mit einer Nettolaufzeit von 45 Minuten. Im ersten Qualifying-Segment (Q1) hatten die Fahrer 18 Minuten Zeit, um sich für das Rennen zu qualifizieren. Alle Fahrer, die im ersten Abschnitt eine Zeit erzielten, die maximal 107 Prozent der schnellsten Rundenzeit betrug, qualifizierten sich für den Grand Prix. Die besten 15 Fahrer erreichten den nächsten Teil. Hamilton fuhr die schnellste Runde. Die Caterham- und Lotus-Piloten sowie Gutiérrez schieden aus.
Der zweite Abschnitt (Q2) dauerte 15 Minuten. Die schnellsten zehn Piloten qualifizierten sich für den dritten Teil des Qualifyings. Hamilton war am Schnellsten. Die Force-India-Piloten sowie Sutil, Vergne und Magnussen schieden aus.
Der finale Abschnitt (Q3) ging über eine Zeit von zwölf Minuten, in denen die ersten zehn Startpositionen vergeben wurden. Rosberg erzielte die Pole-Position schließlich vor Hamilton und Bottas.
Grosjean wurde um 20 Startpositionen zurückversetzt, da er einen sechsten Verbrennungsmotor, einen sechsten Turbolader und ein sechstes ERS-H verwendete. Da er nur um vier Positionen zurückversetzt werden konnte, wurden die noch ausstehenden 16 Positionen der Strafversetzung in eine Durchfahrtsstrafe umgewandelt. Die beiden Red-Bull-Piloten Ricciardo und Vettel, die die Plätze fünf und sechs erreicht hatten, wurden nach dem Qualifying aus der Wertung ausgeschlossen, da bei der technischen Abnahme ein Verstoß gegen Artikel 3.15 des technischen Reglements festgestellt wurde. Die Flaps der Frontflügel verformten sich unter aerodynamischer Last. Beiden Fahrern wurde zunächst erlaubt, vom Ende der Startaufstellung zu starten. Die Startnummern der Fahrer entschieden dabei über die Startposition, sodass Vettel die 19. und Ricciardo die 20. Startposition erhielt. Da die Fahrzeuge jedoch aufgrund der Regelverletzung modifiziert werden mussten, beging Red Bull einen Verstoß gegen Artikel 34.6 des sportlichen Reglements – der sogenannten Parc-Fermé-Regel. Daher verloren beide Fahrer ihre Startpositionen und mussten aus der Boxengasse starten.

### Rennen
Hamilton gewann den Start gegen Rosberg. Auch Bottas startete von Startplatz drei schlecht und fiel auf Platz acht zurück. Rosberg belegte die zweite Position vor Massa. Hamilton baute den Vorsprung auf Rosberg innerhalb der ersten zwei Runden auf über eine Sekunde aus, sodass Rosberg ab der dritten Runde das ab dann freigegebene DRS nicht nutzen durfte. In der Anfangsphase gab es eine Kollision zwischen Hülkenberg und Magnussen, für die Hülkenberg eine Fünf-Sekunden-Zeitstrafe erhielt. Magnussen meldete anschließend per Funk ein mögliches Problem mit der Radaufhängung vorne rechts, dies bewahrheitete sich jedoch nicht.
Bereits in der fünften Runde begann Alonso die Phase der ersten Boxenstopps. Zuvor hatte er Räikkönen überholt. Räikkönen verlor kurz darauf zwei weitere Positionen an Kwjat und Bottas. Eine Runde nach Alonso gingen mit Button auf Platz vier, Kwjat auf Platz fünf und Räikkönen auf Platz sieben drei weitere Fahrer aus der Spitzengruppe zum ersten Boxenstopp. Da sich das Feld noch nicht zu sehr auseinandergezogen hatte, verloren diese Fahrer zunächst mehr als zehn Positionen und hatten keine freie Fahrt und mussten einige Fahrer überholen.
In der neunten Runde gingen der Führende Hamilton und der Viertplatzierte Bottas an die Box. Rosberg folgte eine Runde später. Massa übernahm kurzzeitig die Führung vor Hamilton und Rosberg, bis auch er an die Box ging. Während Massa nach dem Stopp wieder auf dem dritten Platz lag, fiel Bottas hinter Fahrer zurück, die noch nicht an der Box waren, kam durch den späteren Stopp aber vor Button zurück auf die Strecke. In der 16. Runde schied Kwjat mit einem technischen Defekt aus.
An der Spitze fuhr Rosberg in dieser Phase mehrfach die bis dahin schnellste Rennrunde, Hamilton schaffte es jedoch, einen Abstand von rund zwei Sekunden zu halten. In den Top 10 lagen mit Ricciardo, Magnussen und Vettel drei Fahrer, die auf der härteren Reifenmischung gestartet und noch nicht an der Box waren. Bottas, der durch seinen Stopp hinter Ricciardo und Magnussen gefallen war, überholte beide auf der Strecke. In der 21. Runde gingen Magnussen und Vettel zum ersten Stopp. Magnussen wechselte auf die weichere Mischung, Vettel blieb auf der härteren. Ricciardo, der auf Platz fünf lag, blieb bis zum Ende der 27. Runde noch auf der Strecke, während einige Fahrer im hinteren Feld bereits ein zweites Mal an der Box waren.
Nachdem sich Rosberg in der 24. Runde verbremst hatte, meldete er per Funk ein Problem mit dem Hybrid-System an die Box. Rosberg fuhr infolgedessen die langsamsten Zeiten im gesamten Feld und wurde von Massa überholt. Hamilton reduzierte daraufhin seine Geschwindigkeit an der Spitze, da er bereits mehr als zehn Sekunden vor Massa lag. Maldonado fiel in dieser Rennphase mit einem Motorschaden aus.
In der 31. Runde ging Hamilton zum zweiten Mal an die Box. Massa übernahm darauf die Führung. Hamilton fiel direkt hinter Rosberg auf Platz drei zurück, überholte ihn aber in der Runde nach seinem Boxenstopp auf der Geraden wieder. Eine Runde später ging auch Bottas an Rosberg vorbei. In der 34. Runde absolvierte auch Rosberg seinen zweiten und letzten Boxenstopp. Er fiel auf den siebten Platz hinter Ricciardo, Pérez und Hülkenberg zurück. Die drei Fahrer vor ihm hatten ihren letzten Stopp noch nicht absolviert. Rosberg verlor in den nächsten Runden weitere Positionen und lag damit außerhalb der Punkteränge.
In der Schlussphase ging Massa ein weiteres Mal an die Box und wechselte auf die weichere Reifenmischung. Er lag nach seinem Boxenstopp rund zwölf Sekunden hinter Hamilton und fuhr die schnellsten Runden im Feld, konnte den Rückstand aber nur auf drei Sekunden verkürzen. Ricciardo und Vettel wechselten in der Schlussphase ebenfalls auf die weichere Mischung. Ricciardo erzielte mit diesen Reifen die schnellste Rennrunde. Zwei Runden vor Ende des Rennens bekam Rosberg, der kurz vor der Überrundung stand, die Anweisung, das Rennen aufzugeben und die Box anzusteuern. Er bat Paddy Lowe jedoch, das Rennen fortsetzen und beenden zu dürfen, er kam auf dem 14. Platz mit einer Runde Rückstand ins Ziel.
Hamilton gewann das Rennen und damit auch zum zweiten Mal in seiner Karriere die Fahrer-Weltmeisterschaft. Er wurde der erste Weltmeister mit einem Mercedes-Chassis seit Juan Manuel Fangio 1955 und der erste britische Fahrer seit Jackie Stewart 1971, der zum zweiten Mal Weltmeister wurde. Für Hamilton war es außerdem der 33. Sieg in der Formel-1-Weltmeisterschaft. Massa und Bottas komplettierten das Podium. Damit erreichten zum ersten Mal seit 2005 beide Williams-Fahrer Podest-Platzierungen. Ricciardo wurde Vierter, Button Fünfter. Hülkenberg, Pérez, Vettel, Alonso und Räikkönen komplettierten die Top 10. Sauber blieb erneut ohne Punkte und schaffte es damit zum ersten Mal in der Geschichte des Rennstalls nicht, in einer Saison Punkte zu erzielen. Der zehnte Platz in der Konstrukteursweltmeisterschaft war zugleich Saubers schlechtestes Gesamtresultat.
In der Konstrukteursweltmeisterschaft blieben alle Positionen unverändert.
Obgleich es beim Rennen zum ersten Mal in der Geschichte der Weltmeisterschaft doppelte Punkte gab, beeinflusste dies lediglich drei Positionen in der Fahrerwertung. Nur Pérez, Magnussen und Räikkönen, die in dieser Reihenfolge auf den Plätzen zehn bis zwölf lagen, hätten eine andere Gesamtplatzierung erreicht, wobei Pérez hinter Magnussen und Räikkönen zurückgefallen wäre. Bei den Konstrukteuren hatte die Regelung überhaupt keinen Einfluss auf den Endstand.

## Meldeliste
| Team                          | Nr. | Fahrer            | Chassis           | Motor                 | Reifen |
| ----------------------------- | --- | ----------------- | ----------------- | --------------------- | ------ |
| Infiniti Red Bull Racing      | 01  | Sebastian Vettel  | Red Bull RB10     | Renault 1.6 V6T       | P      |
| Infiniti Red Bull Racing      | 03  | Daniel Ricciardo  | Red Bull RB10     | Renault 1.6 V6T       | P      |
| Mercedes AMG Petronas F1 Team | 06  | Nico Rosberg      | Mercedes F1 W05   | Mercedes-Benz 1.6 V6T | P      |
| Mercedes AMG Petronas F1 Team | 44  | Lewis Hamilton    | Mercedes F1 W05   | Mercedes-Benz 1.6 V6T | P      |
| Scuderia Ferrari              | 07  | Kimi Räikkönen    | Ferrari F14 T     | Ferrari 1.6 V6T       | P      |
| Scuderia Ferrari              | 14  | Fernando Alonso   | Ferrari F14 T     | Ferrari 1.6 V6T       | P      |
| Lotus F1 Team                 | 08  | Romain Grosjean   | Lotus E22         | Renault 1.6 V6T       | P      |
| Lotus F1 Team                 | 13  | Pastor Maldonado  | Lotus E22         | Renault 1.6 V6T       | P      |
| Lotus F1 Team                 | 31  | Esteban Ocon      | Lotus E22         | Renault 1.6 V6T       | P      |
| Caterham F1 Team              | 10  | Kamui Kobayashi   | Caterham CT05     | Renault 1.6 V6T       | P      |
| Caterham F1 Team              | 46  | Will Stevens      | Caterham CT05     | Renault 1.6 V6T       | P      |
| Sahara Force India F1 Team    | 11  | Sergio Pérez      | Force India VJM07 | Mercedes-Benz 1.6 V6T | P      |
| Sahara Force India F1 Team    | 27  | Nico Hülkenberg   | Force India VJM07 | Mercedes-Benz 1.6 V6T | P      |
| Williams Martini Racing       | 19  | Felipe Massa      | Williams FW36     | Mercedes-Benz 1.6 V6T | P      |
| Williams Martini Racing       | 77  | Valtteri Bottas   | Williams FW36     | Mercedes-Benz 1.6 V6T | P      |
| McLaren Mercedes              | 20  | Kevin Magnussen   | McLaren MP4-29    | Mercedes-Benz 1.6 V6T | P      |
| McLaren Mercedes              | 22  | Jenson Button     | McLaren MP4-29    | Mercedes-Benz 1.6 V6T | P      |
| Sauber F1 Team                | 21  | Esteban Gutiérrez | Sauber C33        | Ferrari 1.6 V6T       | P      |
| Sauber F1 Team                | 37  | Adderly Fong      | Sauber C33        | Ferrari 1.6 V6T       | P      |
| Sauber F1 Team                | 99  | Adrian Sutil      | Sauber C33        | Ferrari 1.6 V6T       | P      |
| Scuderia Toro Rosso           | 25  | Jean-Éric Vergne  | Toro Rosso STR9   | Renault 1.6 V6T       | P      |
| Scuderia Toro Rosso           | 26  | Daniil Kwjat      | Toro Rosso STR9   | Renault 1.6 V6T       | P      |

Anmerkungen
1. 1 2  Der Lotus mit der Startnummer 31 wurde im ersten freien Training für Ocon eingesetzt. Maldonado übernahm das Fahrzeug anschließend für das restliche Rennwochenende mit seiner Startnummer 13.
2. 1 2  Der Sauber mit der Startnummer 37 wurde im ersten freien Training für Fong eingesetzt. Sutil übernahm das Fahrzeug anschließend für das restliche Rennwochenende mit seiner Startnummer 99.

## Klassifikationen

### Qualifying
| Pos.                                                             | Fahrer            | Konstrukteur         | Q1       | Q2       | Q3       | Start |
| ---------------------------------------------------------------- | ----------------- | -------------------- | -------- | -------- | -------- | ----- |
| 01                                                               | Nico Rosberg      | Mercedes             | 1:41,308 | 1:41,459 | 1:40,480 | 01    |
| 02                                                               | Lewis Hamilton    | Mercedes             | 1:41,207 | 1:40,920 | 1:40,866 | 02    |
| 03                                                               | Valtteri Bottas   | Williams-Mercedes    | 1:42,346 | 1:41,376 | 1:41,025 | 03    |
| 04                                                               | Felipe Massa      | Williams-Mercedes    | 1:41,475 | 1:41,144 | 1:41,119 | 04    |
| 05                                                               | Daniil Kwjat      | Toro Rosso-Renault   | 1:42,302 | 1:42,082 | 1:41,908 | 05    |
| 06                                                               | Jenson Button     | McLaren-Mercedes     | 1:42,137 | 1:41,875 | 1:41,964 | 06    |
| 07                                                               | Kimi Räikkönen    | Ferrari              | 1:42,439 | 1:42,168 | 1:42,236 | 07    |
| 08                                                               | Fernando Alonso   | Ferrari              | 1:42,467 | 1:41,940 | 1:42,866 | 08    |
| 09                                                               | Kevin Magnussen   | McLaren-Mercedes     | 1:42,104 | 1:42,198 | –        | 09    |
| 10                                                               | Jean-Éric Vergne  | Toro Rosso-Renault   | 1:42,413 | 1:42,207 | –        | 10    |
| 11                                                               | Sergio Pérez      | Force India-Mercedes | 1:42,654 | 1:42,239 | –        | 11    |
| 12                                                               | Nico Hülkenberg   | Force India-Mercedes | 1:42,444 | 1:42,384 | –        | 12    |
| 13                                                               | Adrian Sutil      | Sauber-Ferrari       | 1:42,746 | 1:43,074 | –        | 13    |
| 14                                                               | Romain Grosjean   | Lotus-Renault        | 1:42,768 | –        | –        | 18    |
| 15                                                               | Esteban Gutiérrez | Sauber-Ferrari       | 1:42,819 | –        | –        | 14    |
| 16                                                               | Pastor Maldonado  | Lotus-Renault        | 1:42,860 | –        | –        | 15    |
| 17                                                               | Kamui Kobayashi   | Caterham-Renault     | 1:44,540 | –        | –        | 16    |
| 18                                                               | Will Stevens      | Caterham-Renault     | 1:45,095 | –        | –        | 17    |
| 107-Prozent-Zeit: 1:48,291 min (bezogen auf Q1-Bestzeit von min) |                   |                      |          |          |          |       |
| DSQ                                                              | Sebastian Vettel  | Red Bull-Renault     | 1:42,495 | 1:42,147 | 1:41,893 | Box   |
| DSQ                                                              | Daniel Ricciardo  | Red Bull-Renault     | 1:42,204 | 1:41,692 | 1:41,267 | Box   |

Anmerkungen
1. ↑  Grosjean wurde wegen des Verwendens von drei sechsten Teilen der Motoreneinheit um 20 Positionen nach hinten versetzt.
2. 1 2  Vettel und Ricciardo wurden wegen eines Verstoßes gegen Artikel 3.15 des technischen Reglements aus der Wertung ausgeschlossen. Beiden wurde zunächst erlaubt, vom Ende der Startaufstellung zu starten. Da Red Bull anschließend beide Fahrzeuge modifizierte und dadurch gegen die Parc-Fermé-Regeln verstieß, verloren beide ihre Plätze in der Startaufstellung und mussten aus der Boxengasse starten.

### Rennen
| Pos. | Fahrer            | Konstrukteur         | Runden | Stopps | Zeit        | Start | Schnellste Runde |
| ---- | ----------------- | -------------------- | ------ | ------ | ----------- | ----- | ---------------- |
| 01   | Lewis Hamilton    | Mercedes             | 55     | 2      | 1:39:02,619 | 02    | 1:45,599 (49.)   |
| 02   | Felipe Massa      | Williams-Mercedes    | 55     | 2      | + 2,576     | 04    | 1:44,826 (47.)   |
| 03   | Valtteri Bottas   | Williams-Mercedes    | 55     | 2      | + 28,880    | 03    | 1:45,727 (54.)   |
| 04   | Daniel Ricciardo  | Red Bull-Renault     | 55     | 2      | + 37,237    | Box   | 1:44,496 (50.)   |
| 05   | Jenson Button     | McLaren-Mercedes     | 55     | 2      | + 1:00,334  | 06    | 1:46,739 (47.)   |
| 06   | Nico Hülkenberg   | Force India-Mercedes | 55     | 2      | + 1:02,148  | 12    | 1:45,777 (47.)   |
| 07   | Sergio Pérez      | Force India-Mercedes | 55     | 2      | + 1:11,060  | 11    | 1:45,808 (49.)   |
| 08   | Sebastian Vettel  | Red Bull-Renault     | 55     | 2      | + 1:12,045  | Box   | 1:45,552 (51.)   |
| 09   | Fernando Alonso   | Ferrari              | 55     | 2      | + 1:25,813  | 08    | 1:47,424 (45.)   |
| 10   | Kimi Räikkönen    | Ferrari              | 55     | 2      | + 1:27,820  | 07    | 1:47,736 (46.)   |
| 11   | Kevin Magnussen   | McLaren-Mercedes     | 55     | 2      | + 1:30,376  | 09    | 1:46,824 (37.)   |
| 12   | Jean-Éric Vergne  | Toro Rosso-Renault   | 55     | 3      | + 1:31,947  | 10    | 1:45,686 (50.)   |
| 13   | Romain Grosjean   | Lotus-Renault        | 54     | 3      | + 1 Runde   | 18    | 1:47,897 (35.)   |
| 14   | Nico Rosberg      | Mercedes             | 54     | 2      | + 1 Runde   | 01    | 1:46,869 (17.)   |
| 15   | Esteban Gutiérrez | Sauber-Ferrari       | 54     | 2      | + 1 Runde   | 14    | 1:47,698 (43.)   |
| 16   | Adrian Sutil      | Sauber-Ferrari       | 54     | 3      | + 1 Runde   | 13    | 1:47,508 (44.)   |
| 17   | Will Stevens      | Caterham-Renault     | 54     | 2      | + 1 Runde   | 17    | 1:48,398 (47.)   |
| –    | Kamui Kobayashi   | Caterham-Renault     | 42     | 2      | DNF         | 16    | 1:47,431 (38.)   |
| –    | Pastor Maldonado  | Lotus-Renault        | 26     | 1      | DNF         | 15    | 1:48,933 (09.)   |
| –    | Daniil Kwjat      | Toro Rosso-Renault   | 14     | 1      | DNF         | 05    | 1:48,748 (10.)   |

## WM-Stände nach dem Rennen
Die ersten zehn des Rennens bekamen 50, 36, 30, 24, 20, 16, 12, 8, 4 bzw. 2 Punkt(e). Damit wurden bei diesem Rennen zum ersten und einzigen Mal die doppelte Anzahl an Punkten im Vergleich zu den anderen Saisonrennen vergeben.

### Fahrerwertung
| Pos. | Fahrer           | Konstrukteur         | Punkte |
| ---- | ---------------- | -------------------- | ------ |
| 01   | Lewis Hamilton   | Mercedes             | 384    |
| 02   | Nico Rosberg     | Mercedes             | 317    |
| 03   | Daniel Ricciardo | Red Bull-Renault     | 238    |
| 04   | Valtteri Bottas  | Williams-Mercedes    | 186    |
| 05   | Sebastian Vettel | Red Bull-Renault     | 167    |
| 06   | Fernando Alonso  | Ferrari              | 161    |
| 07   | Felipe Massa     | Williams-Mercedes    | 134    |
| 08   | Jenson Button    | McLaren-Mercedes     | 126    |
| 09   | Nico Hülkenberg  | Force India-Mercedes | 96     |
| 10   | Sergio Pérez     | Force India-Mercedes | 59     |
| 11   | Kevin Magnussen  | McLaren-Mercedes     | 55     |
| 12   | Kimi Räikkönen   | Ferrari              | 55     |

| Pos. | Fahrer            | Konstrukteur       | Punkte |
| ---- | ----------------- | ------------------ | ------ |
| 13   | Jean-Éric Vergne  | Toro Rosso-Renault | 22     |
| 14   | Romain Grosjean   | Lotus-Renault      | 8      |
| 15   | Daniil Kwjat      | Toro Rosso-Renault | 8      |
| 16   | Pastor Maldonado  | Lotus-Renault      | 2      |
| 17   | Jules Bianchi     | Marussia-Ferrari   | 2      |
| 18   | Adrian Sutil      | Sauber-Ferrari     | 0      |
| 19   | Marcus Ericsson   | Caterham-Renault   | 0      |
| 20   | Esteban Gutiérrez | Sauber-Ferrari     | 0      |
| 21   | Max Chilton       | Marussia-Ferrari   | 0      |
| 22   | Kamui Kobayashi   | Caterham-Renault   | 0      |
| 23   | Will Stevens      | Caterham-Renault   | 0      |
| –    | André Lotterer    | Caterham-Renault   | 0      |

### Konstrukteurswertung
| Pos. | Konstrukteur         | Punkte |
| ---- | -------------------- | ------ |
| 01   | Mercedes             | 701    |
| 02   | Red Bull-Renault     | 405    |
| 03   | Williams-Mercedes    | 320    |
| 04   | Ferrari              | 216    |
| 05   | McLaren-Mercedes     | 181    |
| 06   | Force India-Mercedes | 155    |

| Pos. | Konstrukteur       | Punkte |
| ---- | ------------------ | ------ |
| 07   | Toro Rosso-Renault | 30     |
| 08   | Lotus-Renault      | 10     |
| 09   | Marussia-Ferrari   | 2      |
| 10   | Sauber-Ferrari     | 0      |
| 11   | Caterham-Renault   | 0      |